# Miroslav Cerar st.
Miroslav Cerar (st.) (znan tudi kot Miro Cerar), slovenski telovadec, olimpionik in odvetnik, * 28. oktober 1939, Turjak, Slovenija.
Cerar je po Leonu Štuklju najuspešnejši slovenski telovadec in eden najuspešnejših slovenskih športnikov vseh časov, saj je osvojil tri medalje na olimpijskih igrah, od tega dva naslova olimpijskega prvaka, sedem medalj na svetovnih prvenstvih, od tega pet naslovov svetovnega prvaka, in petnajst medalj na evropskih prvenstvih, od tega devet naslovov evropskega prvaka.
Je predsednik Fundacije OKS za podporo mladim športnikom iz socialno šibkih okolij,
Je častni predsednik Kluba slovenskih olimpijcev, Gimnastične zveze Slovenije (2012) in društva Narodni dom ter častni predsednik delovne skupine Tokio 2020.
Poročen je bil s pravnico Zdenko (1941–2013). Tudi sam je uspešno zaključil študij prava in bil dolga leta odvetnik. Njegov sin Miroslav Cerar ml. je prav tako pravnik.

## Hram slavnih
- 1999 - je bil sprejet v Mednarodni gimnastični hram slavnih
- 2011 - je bil na prireditvi Slovenski športnik leta kot prvi skupaj z Leonom Štukljem sprejet v novoustanovljeni "Hram slavnih slovenskih športnikov"